# Marta Brunet

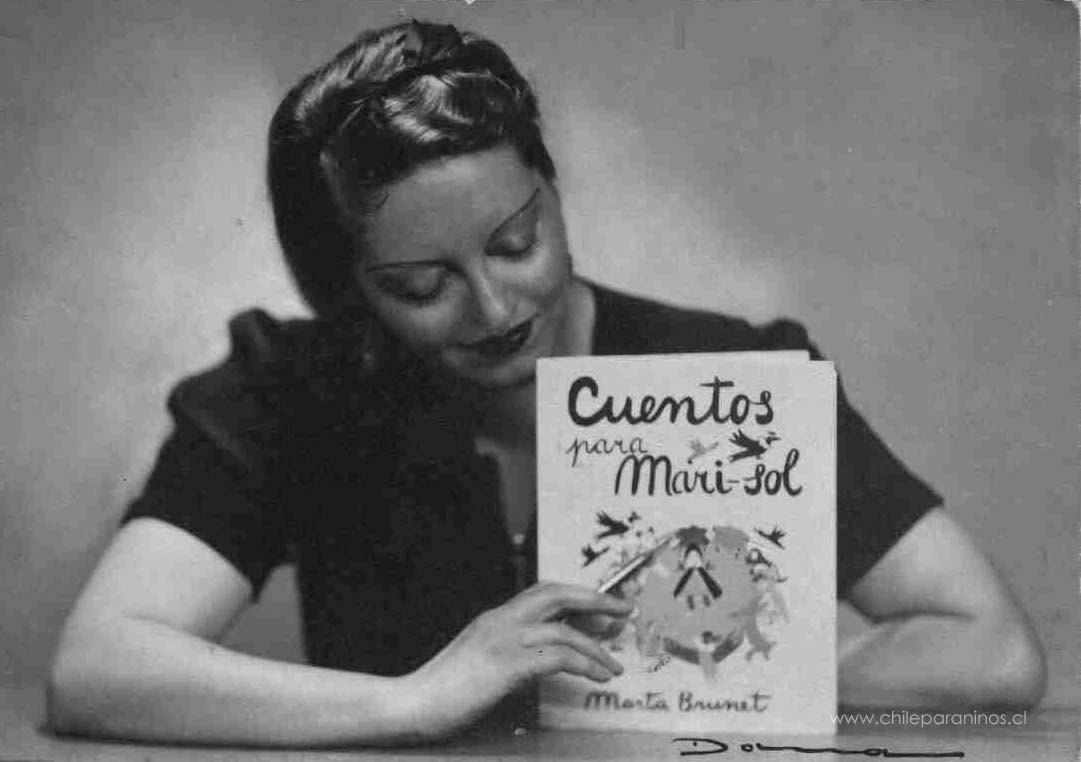
Marta Brunet bei der Präsentation ihres Buches Cuentos para Marisol, 1938

Marta Brunet Cáraves (* 9. August 1897 in Chillán; † 27. Oktober 1967 in Montevideo) war eine chilenische Schriftstellerin und Diplomatin.

## Leben
Marta Brunet wurde als einzige Tochter von Ambrosio Brunet Molina und Presentación Cáraves de Cossio geboren. Ihre ersten Lebensjahre verbrachte sie auf der Hazienda Pailahueque in Victoria im Süden des Landes, in dem es keine Mädchenschule gab. Daher hatte sie Privatlehrer bis zum Alter von 14 Jahren, war ansonsten Autodidaktin und bildete sich durch intensive Lektüre, deren Eindrücke sie in Heften notierte. Als Kind wollte sie gerne Ärztin werden; als die Eltern das als undenkbar zurückwiesen, fiel ihr ein anderer Beruf ein: Tänzerin. Auf dem Gut ihres Vaters beobachtete sie die Landschaft und das triste Leben der chilenischen Landarbeiter und Bauern; sie lernte aber auch deren Bräuche und Legenden kennen. Von 1911 bis 1914 unternahm sie drei Jahre lang Reisen durch Europa, Argentinien, Uruguay und Brasilien. In Spanien verbrachte sie die Jahre von 1912 bis zum Ausbruch des Ersten Weltkriegs. Von 1919 bis 1923 lebte sie wieder in Chillán, wo sie Mitglied einer Gruppe junger Künstler war. Sie schrieb Lyrik und Erzählungen, die in der Zeitschrift La Discusión in Chillán zwischen 1919 und 1923 publiziert wurden. 1923 veröffentlichte sie ihren ersten Roman, Montaña adentro, der begeisterten Zuspruch der Kritik erhielt und mehrere Auflagen erzielte. Mit 28 Jahren zog sie nach Santiago de Chile, wo sie unter dem Schutz des berühmten Kritikers Hernán Díaz Arreta (besser bekannt unter seinem Pseudonym „Alone“) stand und von ihm in die literarische Welt eingeführt wurde (vgl. Melón: 15). Sie war extrem kurzsichtig und litt sehr unter dem Tod ihres Vaters, wodurch sie auch in finanzielle Schwierigkeiten gestürzt wurde. Zwischendurch eröffnete sie sogar einen Salon für Handlesen, um sich über Wasser zu halten.
1933 erhielt Marta Brunet den Premio de Novela des chilenischen Schriftstellerverbandes, Sociedad de Escritores de Chile. Ein Jahr später wurde sie Herausgeberin des Verlages Zig-Zag und Redakteurin der traditionellen Frauenzeitschrift Familia. Diese Funktionen hatte sie bis 1939 inne. In diesem Jahr wurde sie vom Präsidenten Pedro Aguirre Cerda zur Honorarkonsulin in La Plata ernannt; in Argentinien lernte sie die neuartige Schreibweise von Jorge Luis Borges und Eduardo Mallea kennen und war in die dortigen Künstlerkreise integriert. Von 1943 bis 1952 blieb sie als Diplomatin in Buenos Aires, wurde dann aber vom Diktator Carlos Ibáñez del Campo ohne Angabe von Gründen ihres Amtes enthoben (vgl. Melón: 16); es erschienen Artikel von Künstlern in den Tageszeitungen, die ihre kulturelle Vermittlerfunktion lobten und ihre Absetzung bedauerten. 1943 erhielt sie den Premio Atenea der Universität von Concepción für ihren Roman Aguas abajo.
1953 kehrte Brunet nach Santiago zurück, wo sie auf Einladung der Universidad de Chile Vorträge und Kurse an den Escuelas de Temporada abhielt. 1960 reiste sie nach Spanien und unterzog sich in Barcelona einer Augenoperation, um ihre extreme Kurzsichtigkeit zu korrigieren. Anschließend unternahm sie weitere Auslandsreisen. 1961 erhielt sie den chilenischen Staatspreis für Literatur, Premio Nacional de Literatura, als zweite Frau nach Gabriela Mistral.
1962 wurde sie als Kulturattaché an die chilenische Botschaft in Rio de Janeiro ernannt, 1963 nach Montevideo. Der Tod riss sie am 27. Oktober 1967 mitten aus einem aktiven Berufsleben (sie erlitt einen Gehirnschlag während eines Vortrags vor der Academia de Letras de Uruguay in Montevideo).

## Werk
Marta Brunet wird im Allgemeinen der Strömung des Criollismo zugerechnet,  einer chilenischen Variante des Realismus bzw. Naturalismus, mit großer Vorliebe für die ländliche Szenerie, für Namen typisch chilenischer Pflanzen und Bäume. Dialektale Besonderheiten der chilenischen Bauern werden phonetisch treu wiedergegeben. Beeinflusst wurde sie von Émile Zola, Guy de Maupassant, Ernest Hemingway, William Faulkner und Maxim Gorki (vgl. Melón: 40). Marta Brunet entwickelte aber darüber hinaus einen individuellen Stil, der von keinem der Vertreter des Criollismo erreicht worden ist (vgl. Melón: 6), ab etwa 1943 geht ihr Schreiben schon in Richtung psychologischer Roman und wird kosmopolitischer und universeller. Schon in ihren ersten criollistischen Romanen aber bricht sie mit der Tradition, nach der die ländlichen Szenen nach Art eines Idylls geschildert wurden: Bei ihr sind die Bauern und Bäuerinnen realistisch-naturalistische Typen, die auch ihre schlechten Seiten haben (vgl. Melón: 47). Sie schildert auch die Auswüchse des Aberglaubens und des Fatalismus.

### Romane
- Montaña adentro, 1923 (Santiago: Editorial Nascimento)
- Bestia dañina, 1926 (Santiago: Editorial Nascimento)
- María Rosa, flor de Quillén, 1927 (Zeitschrift Atenea), 1929 als Buch
- Bienvenido, 1929 (Santiago: Editorial Nascimento)
- Humo hacia el sur (Buenos Aires: Losada, 1946)
- La mampara, 1946 (Buenos Aires: Emecé)
- María Nadie 1957 (Santiago de Chile: Zig-Zag)
- Amasijo 1962 (Santiago de Chile: Zig-Zag)

### Erzählungen
- Don Florisondo, 1926
- Reloj de sol, 1930
- Aguas abajo, 1943
- Raíz del sueño, 1949
- Solita sola, 1963
- Soledad de la sangre 1967 (Montevideo: Impresora Rex)

### Kinderliteratur
- Cuentos para Marisol, 1938
- Aleluyas para los más chiquititos, 1960

### Lyrik
- Novia del aire

### Gesamtausgabe
- Obras completas, 1962 (Santiago: Zig-Zag)